# Bijnor (Distrikt)
Der Distrikt Bijnor (Hindi: बिजनौर ज़िला; Urdu: بجنور ضلع) liegt im nordindischen Bundesstaat Uttar Pradesh.
Der Distrikt liegt in der nordindischen Ebene 140 km nordöstlich der Bundeshauptstadt Neu-Delhi in der historischen Großregion Rohilkhand. Nördlich des Distrikts erheben sich die Siwaliks. Der Ganges bildet die Westgrenze des Distrikts. Durch den östlichen Teil des Distrikts strömt die Ramganga sowie deren Nebenfluss Khoh.
Der Distrikt erstreckt sich über eine Fläche von 4561 km² (nach anderen Angaben 4645 km²). Die Hauptstadt ist Bijnor.
Die Einwohnerzahl betrug beim Zensus 2011 3.682.713. Im Jahr 2001 waren es noch 3.131.619. Das Geschlechterverhältnis betrug 917 Frauen auf 1000 Männer. Die Alphabetisierungsrate lag bei 68,48 % (76,56 % unter Männern, 59,72 % unter Frauen).
55,18 % der Bevölkerung sind Anhänger des Hinduismus, während 43,04 % Muslime und 1,37 % Sikhs sind.

## Verwaltungsgliederung

### Tehsils
Der Distrikt ist in 5 Tehsils gegliedert:
- Bijnor
- Chandpur
- Dhampur
- Nagina
- Najibabad

### Kommunale Selbstverwaltungen
Im Distrikt gibt es folgende Nagar Palika Parishads:
- Afzalgarh
- Bijnor
- Chandpur
- Dhampur
- Haldaur
- Kiratpur
- Nagina
- Najibabad
- Nehtaur
- Noorpur
- Seohara
- Sherkot